# Phycita demidovi
Phycita demidovi is een vlinder uit de familie snuitmotten (Pyralidae). De wetenschappelijke naam van deze soort is voor het eerst geldig gepubliceerd in 2007 door Guillermet.
De soort komt voor in tropisch Afrika.